# Vítor Martins
Vítor Manuel Rosa Martins (født 27. marts 1950 i Alcobaça, Portugal) er en portugisisk tidligere fodboldspiller (midtbane).
Martins spillede hele sin seniorkarriere, fra 1968 til 1979, hos Lissabon-storklubben SL Benfica. Her var han med til at vinde hele seks portugisiske mesteskaber og tre pokaltitler.
Martins spillede desuden tre kampe for det portugisiske landshold, som han debuterede for 13. november 1974 i en venskabskamp mod Schweiz.

## Titler
Primeira Liga
- 1971, 1972, 1973, 1975, 1976 og 1977 med Benfica

Taça de Portugal
- 1969, 1970 og 1972 med Benfica